# Heinrich Severloh
Heinrich Severloh ps. Hein (ur. 23 czerwca 1923 w Metzingen, zm. 14 stycznia 2006 w Lachendorf) – żołnierz w niemieckiej 352 Dywizji Piechoty, która stacjonowała w Normandii w 1944. Anglojęzyczne media ogłosiły go mianem „Bestii z Plaży Omaha”. Rozgłos zyskał jako strzelec na stanowisku karabinu maszynowego 62 Gniazda Oporu („Widerstandsnest 62”). Z tej pozycji zadał śmierć i ranił wielu amerykańskich żołnierzy, którzy lądowali na plaży Omaha.

## Życiorys

### Służba wojskowa w Wehrmachcie
Heinrich Severloh, syn rolnika, został wcielony do Wehrmachtu 23 lipca 1942 i przydzielony do 19 Jednostki Zapasowej Artylerii Lekkiej w Hanowerze-Bothfeld. 9 sierpnia 1942 został przeniesiony do Francji i trafił do 3. baterii 321 Pułku Artylerii 321. Dywizji Piechoty, gdzie był szkolony m.in. na woźnicę. W grudniu 1942 przeniesiono go na front wschodni, gdzie służył jako woźnica sań konnych na tyłach swojej dywizji. Z powodu choroby wiosną 1943 trafił na dłuższy czas do lazaretu, a potem do szpitala w Niemczech. W październiku 1943 roku Severloh został skierowany do Brunszwiku na kurs podoficerski. Ponieważ jego macierzysta jednostka, 321 Dywizja Piechoty, została przeniesiona do Francji w celu reorganizacji, musiał przerwać kurs podoficerski i w grudniu wrócić do swojej jednostki, która została przemianowana na 352 Dywizję Piechoty i stacjonowała w Normandii. 25 grudnia został przydzielony do nowo utworzonej 1. baterii. Jego nowym przełożonym został porucznik Bernhard Frerking. 14 lutego bateria Severloha zajęła pozycje w pobliżu małego miasteczka Houtteville, osiem kilometrów na północny zachód od Bayeux.

### 6 czerwca 1944

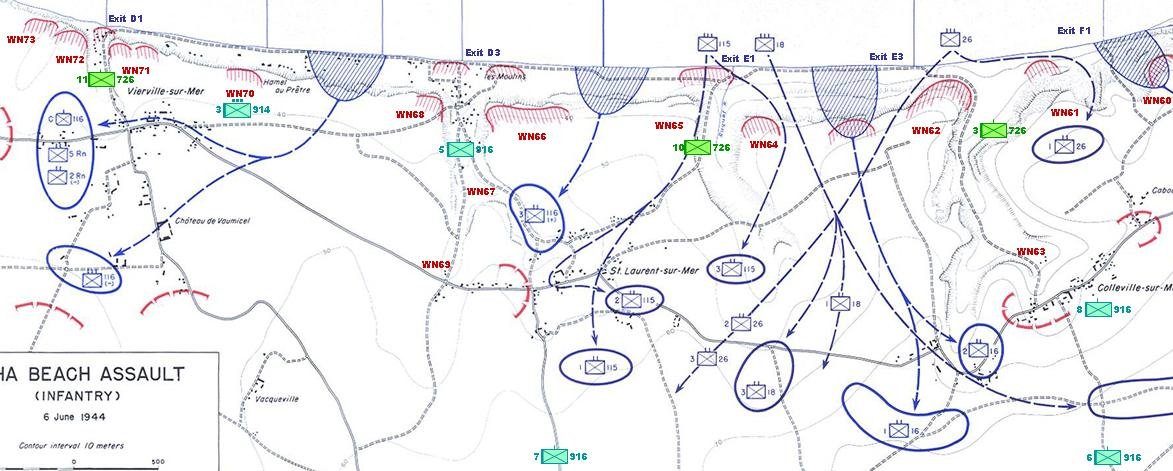
Położenie gniazda oporu 62 (Widerstandsnest 62 (WN 62))

6 czerwca 1944 Hein Severloh musiał bronić Wału Atlantyckiego Adolfa Hitlera w Normandii, między wioskami Colleville i St. Laurent-sur-Mer.
Wobec braku ciągłej linii obrony na wybrzeżu Atlantyku zbudowano tzw. gniazda oporu i odpowiednio ponumerowano. Między poszczególnymi gniazdami istniało połączenie radiowe i telefoniczne oraz często kontakt wzrokowy. Dzięki temu można było zapewnić sobie nawzajem osłonę ogniową.

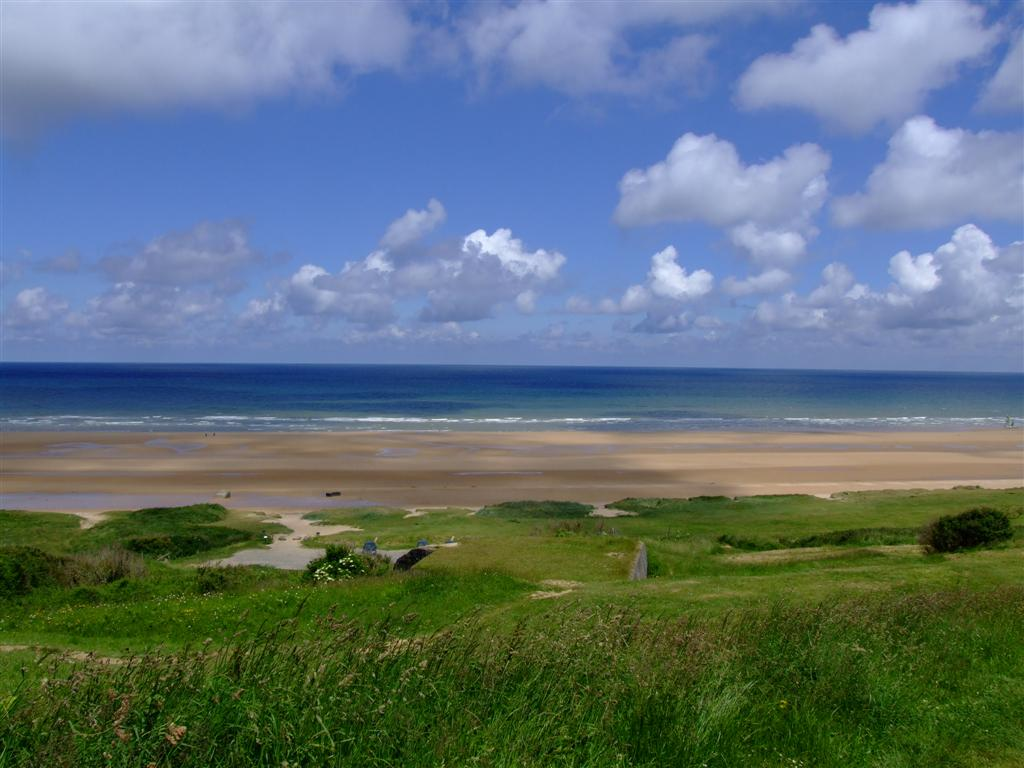
Widok z pozycji Heinricha Severloha na plaży Omaha (czerwiec 2008)

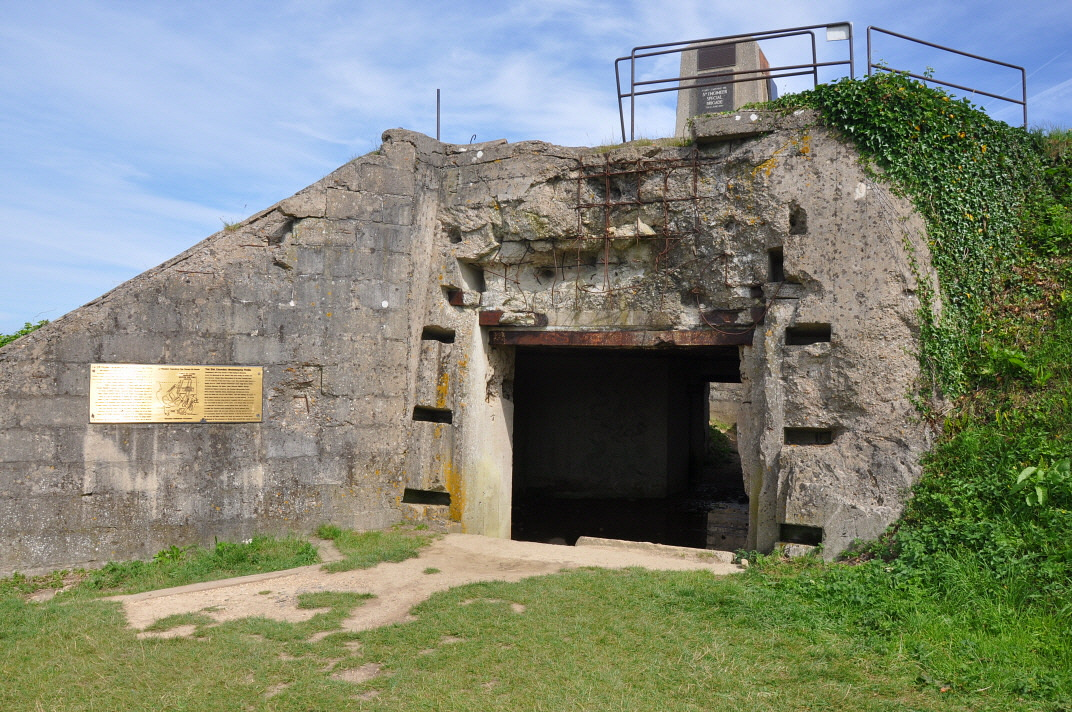
Bunkier z gniazda oporu 62 z pomnikiem upamiętniającym 5 Brygadę Inżynierów

Podczas gdy porucznik Frerking kierował ogniem artyleryjskim swojej baterii z betonowego bunkra, Severloh przejął MG42. Strzelał do atakujących żołnierzy amerykańskich z karabinu maszynowego. Lądowali falami podwożeni ze statków transportowych barkami desantowymi. W przerwach potrzebnych do schłodzenia luf wymiennych karabinu maszynowego strzelał z dwóch karabinów Mauser 98. Gniazdo Oporu 62, ("WN 62"), znajdowało się 25 metrów powyżej plaży, w kredowej skale klifu oddalone około 170 metrów od linii wody. Na dole, na plaży, był pas min, potem zasieki z drutu kolczastego i rów, który miał zatrzymać czołgi. Niemcy wykopali nad nim bunkry i okopy. Do godziny 15:00 Severloh wystrzelił około 12 000 nabojów z karabinu maszynowego i 400 nabojów z dwóch karabinów. Nie można  określić dokładnej liczby amerykańskich żołnierzy, którzy zginęli lub zostali ranni w wyniku jego ostrzału. Liczby około 2000 są obecnie oceniane przez niemieckich i amerykańskich ekspertów wojskowych jako zbyt wysokie. Wojska amerykańskie ostatecznie znalazły lukę między gniazdem 62 i gniazdem 64, bezpośrednio pod dzisiejszym amerykańskim cmentarzem wojskowym i dzięki czemu byli w stanie zaatakować  gniazdo obrony 62 od tyłu. Równocześnie na plaży pojawiły się amerykańskie czołgi, a żołnierze wspinają się na wzniesienie. Wydano rozkaz odwrotu i Severloh wycofuje się, wykorzystując leje po bombardowaniu.

### Niewola i powrót do domu
Severloh został ranny w trakcie walk w okolicy plaży Omaha. Wycofał się z innym żołnierzem do pobliskiej wioski Colleville-sur-Mer, gdzie znajdowało się gniazdo oporu 63, które zawierało jedynie nieuzbrojony bunkier, w którym zostały rozmieszczone stanowiska dowodzenia wyższego szczebla. Podczas dalszego wycofywania się wraz z kilkoma żołnierzami niemieckimi i czterema amerykańskimi żołnierzami wziętymi do niewoli,  dostał się 7 czerwca 1944 do niewoli amerykańskiej. Zarówno jeńcy amerykańscy, jak i żołnierze, przez których Severloh został schwytany, byli członkami 16. pułku piechoty 1 Dywizji Piechoty Stanów Zjednoczonych. Wielu zabitych na plaży pochodziło z tej jednostki, więc Severloh wolał nie mówić nikomu o swojej roli poprzedniego dnia.
Na prośbę ojca skierowaną do brytyjskich władz wojskowych został zwolniony z niewoli w 1947, ponieważ był potrzebny do pracy w gospodarstwie rolnym rodziców. 22 maja 1947 był z powrotem w domu swoich rodziców w Metzingen.
Po wojnie wielokrotnie powracał na plażę Omaha. Spotkał się z wieloma kombatantami, a z jednym Davidem Silvą, rannym na plaży Omaha w dniu inwazji, zaprzyjaźnił się.